# Верхние Пленковы
Верхние Пленковы — опустевшая деревня в Оричевском районе Кировской области в составе Истобенского сельского поселения.

## География
Расположена на расстоянии примерно 2 км на восток-юго-восток от административного центра поселения села Истобенск.

## История
Известна была с 1671 года как починок Лукинский с 1 двором, в 1765 году здесь (деревня Степановцы, Анферовская 1-я) проживало 28 человек. В 1873 году в починке Лукинском (Колбины) было отмечено дворов 2 и жителей 9, в 1905 4 и 24, в 1926 (деревня Верхние Пленковы или Степановцы, Анферовская 1-я) хозяйств 4 и жителей 12, в 1950 2 и 4, в 1989 4 постоянных жителя. Настоящее название утвердилось с 1950 года. 

## Население
Постоянное население  составляло 1 человек (русские 100%) в 2002 году, 0 в 2010.